# Валківський краєзнавчий музей
Валкі́вський краєзна́вчий музе́й — освітньо-культурний заклад у м. Валки, Богодухівського району, Харківської області. Музей підпорядкований Валківському райвідділу культури.

## Загальні дані
Колекція музею нараховує понад 12 тисяч експонатів, які знайомлять валківчан та гостей району з історією, культурними та духовними надбаннями, природними скарбами рідного краю. На сучасному етапі основу експозиційної діяльності музею становить виставкова робота.
Розташований музей у центральній частині Валок біля автомагістралі E40 (Київ — Харків). За своїм розміщенням він є ніби символічними воротами до історичних та культурних надбань Слобожанщини. Будинок краєзнавчого музею — пам'ятка архітектури місцевого значення, споруджений на початку XX століття. Відкритий для відвідувачів 14 вересня 2007 року.

## Історія музею
Валківський краєзнавчий музей було відкрито 3 серпня 1992 року. Заснований 1977 як громадський музей історії з ініціативи П. Панча та В. Минка. Від 1978 — народний, від 1992 — сучасна назва.

## Фонди та експозиція
До уваги відвідувачів пропонуються виставки:
- «Природа рідного краю»,
- «Валки — гончарна столиця Слобожанщини»,
- «Яскраві барви Валківщини»,
- «XX століття: трагічні сторінки історії»,
- «Дорогами Перемоги»,
- «Мужність і біль Чорнобиля»,
- «Афганістан болить в моїй душі»,
- традиційні дитячі виставки — конкурси «Великодня писанка» та інші.

Нині у структурі музею відділи: історії, літератури і мистецтва, природи. Основу колекції становлять експонати громадськості музею, серед найцінніших — матеріали розкопок Мерчицької археологічної експедиції (античний посуд, знаряддя праці, рештки зброї), гончарні роботи Ф. Гнідого та Б. Цибульника, особисті речі П. Панча, В. Минка, В. Кочевського, В. Гамана, Ю. Булаховської, М. Частія, М. Андрусенка; свідчення жертв голодомору 1932–1933 років; колекції рукописів, нумізматики, українських вишивок, опудал птахів і тварин.
Музей брав участь в організації святкування 350-річчя міста, провів краєзнавчий конкурс «Валки — місто древнє й вічно молоде» та науково-практичну конференцію «Місто на краю Дикого поля», за його участі видано: «Валки: Збірка архівних документів і матеріалів» (1992), «Валківська старовина: Історико-краєзнавчий нарис» І. Скотаря (1993), «Огульці: Збірка архівних документів і матеріалів, приурочених до 350-річчя села» (1996; усі — Харків), «Чорні жнива. Голод 1932—1933 років у Валківському та Коломацькому районах Харківщини: Документи, спогади, списки померлих» Т. Поліщук (К.; Х.; Нью-Йорк; Філадельфія, 1997), «Валківська енциклопедія» І. Лисенка (Х.; К.; Нью-Йорк, 2000), «Тайны Валковского дома» Ю. Булаховської (Х., 2002) та інші.
У 2012 році  музей включено до національного туристично-іміджевого видання «Знайомтеся — Україна. Туристичними стежками», виданого в Києві українською та англійською мовами.